# Psychosaura agmosticha
Psychosaura agmosticha — вид сцинкоподібних ящірок родини сцинкових (Scincidae). Ендемік Бразилії.

## Поширення і екологія
Psychosaura agmosticha поширені на північному сході Бразилії. Вони живуть в сухих саванах каатинги, серед заростей бромелій.